# Клаузен, Томас
Томас Клаузен (также Клаусен, Thomas Clausen, 1801—1885) — датский астроном и математик.

## Биография
Клаузен был сыном датского крестьянина-рыболова, жившего на острове близ Шлезвига. До 11 лет не знал грамоты и только благодаря случайному разговору с местным пастором изучил (в короткое время) математику и языки, и ещё пастухом читал уже «Небесную механику» Лапласа. В 1820 году пастор, покровитель Клаузена, рекомендовал его Шумахеру в Альтоне. Последний принял в нём горячее участие и вскоре пристроил в качестве учёного вычислителя в известную мюнхенскую оптическую мастерскую Утшнейдера. 
Несмотря на своё скромное положение, Клаузен обратил на себя внимание учёными трудами, и в 1841 году он был приглашён ассистентом к Медлеру в Юрьев (Дерпт), где и прожил остальную жизнь, занимаясь наблюдениями на обсерватории и читая лекции в университете. С 1865 по 1871 год был директором Дерптской обсерватории. 
Учёные труды Клаусена относятся ко многим отделам чистой математики и теоретической астрономии и напечатаны в «Astronomische Nachrichten», в журнале Креля, в записках Санкт-Петербургской академии наук (он был её членом-корреспондентом) и др. Клаузен первый вычислил возмущения в движении комет по способу Гаусса, дополнил работы Лапласа по устойчивости Солнечной системы, занимался механикой, оптикой и прочим, например, исчислением числа пи до 250-го знака (в двух из них, впрочем, была допущена ошибка). В 1840 году независимо от своего немецкого коллеги открыл теорему фон Штаудта – Клаузена. Наиболее важная работа Клаузена по теории движения комет напечатана в XVI томе «Дерптских Наблюдений».